# Pterula verticillata
Pterula verticillata är en svampart som beskrevs av Corner 1950. Pterula verticillata ingår i släktet Pterula och familjen mattsvampar.   Inga underarter finns listade i Catalogue of Life.